# Taïfa d'Almeria

Carte des taïfas en 1037.

Taifa d'Almeria en 1038 au sud du taifa de Valence.

La taïfa d'Almería (Taifa de Almería) fut un royaume (émirat) musulman indépendant en al-Andalus.

## Présentation
Fondé en 1012 à la suite de la dislocation du califat de Cordoue à partir de l'an 1008, il disparut en 1091 lors de sa conquête par les Almoravides. Cet État, dirigé tout d'abord successivement par deux gouverneurs et militaires slaves, Áflah puis Jairan (qui se proclame roi en juillet 1014), appartient à la première période de taïfas.

Après la deuxième période de taïfas pendant laquelle elle réapparaît de 1145 à 1147, la taïfa d'Almeria fut conquise par le roi de León et Castille Alphonse VII avant d'être reprise par les Almohades en 1157.  

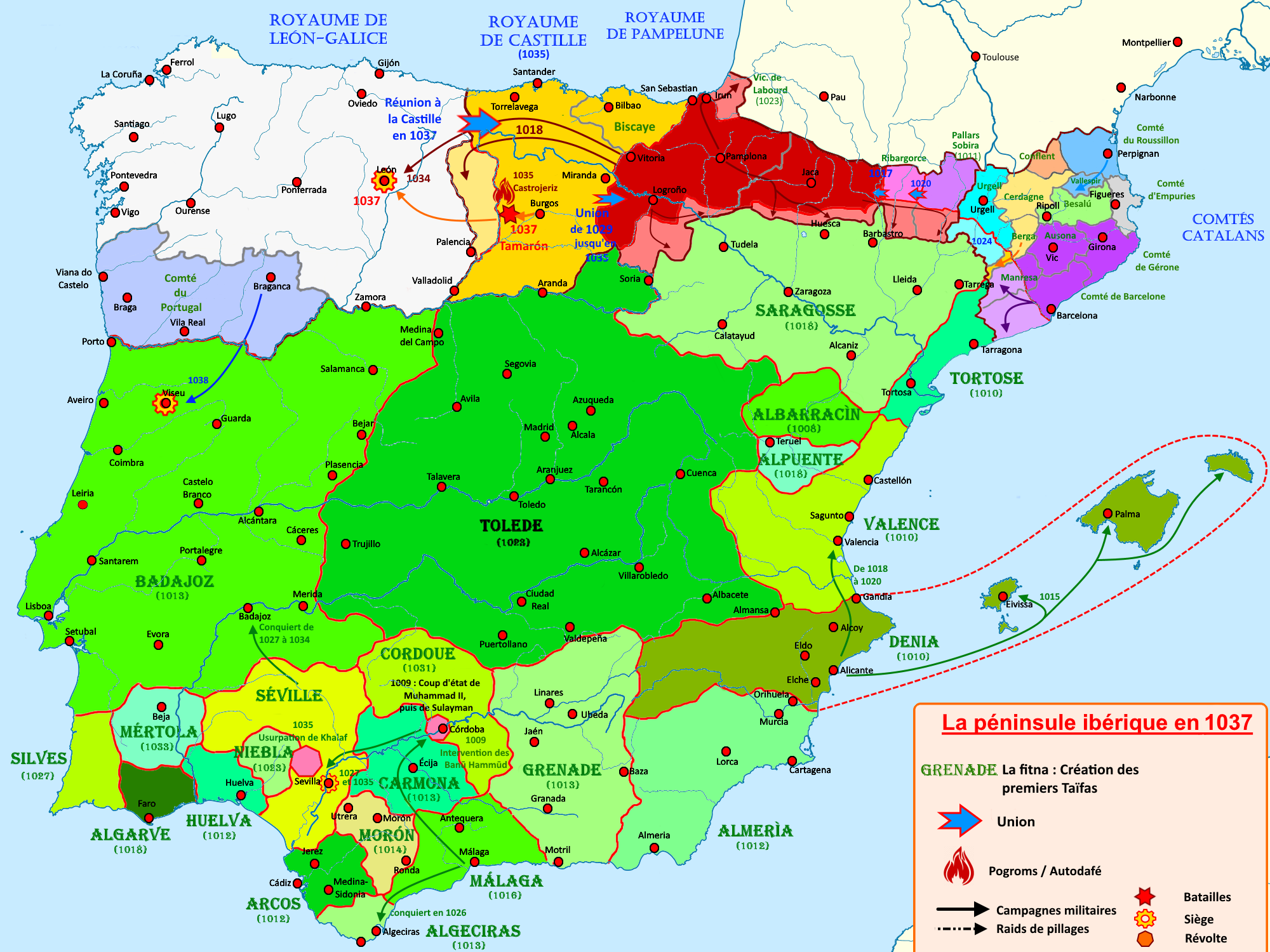
Le premier taïfa d'Alméria, en 1037
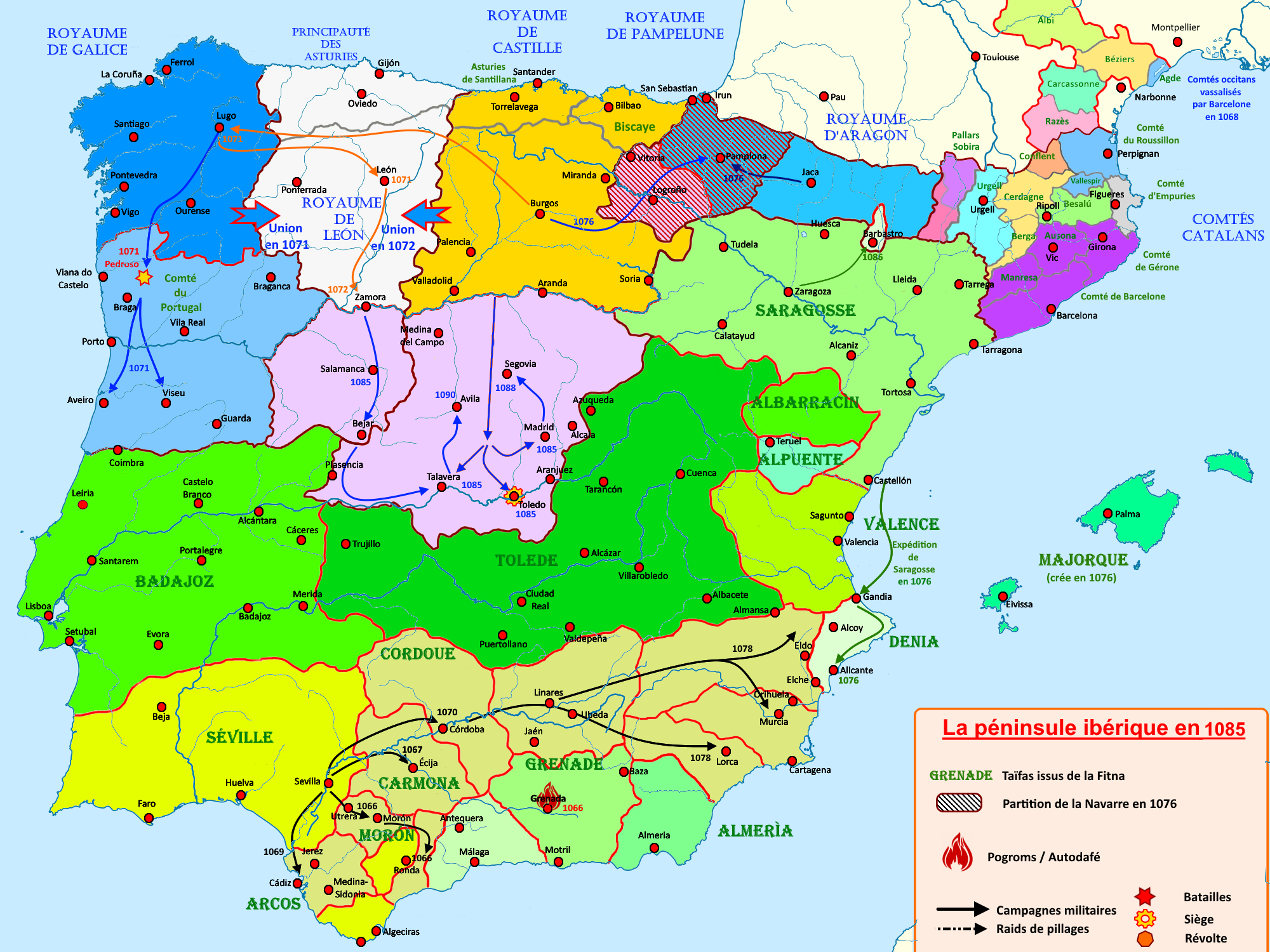
Le premier taïfa d'Alméria, en 1085
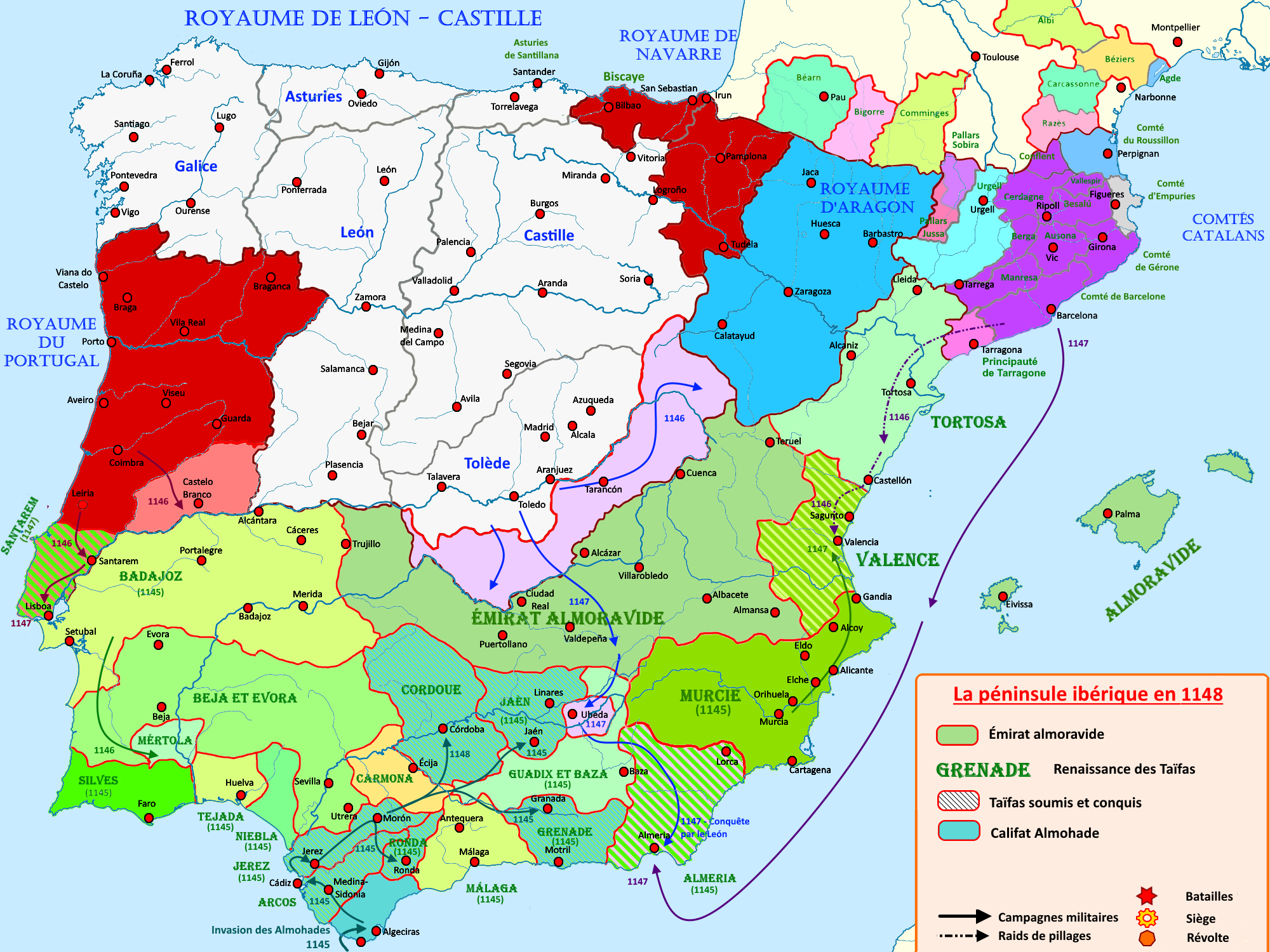
Le second taïfa d'Alméria, en 1148